# Улица Де Дегре
Улица Де Дегре (фр. Rue des Degrés — досл.: «улица Ступенек») — самая короткая улица Парижа и одна из самых коротких улиц в мире. Расположена в квартале Бон-Нувель II округа Парижа неподалёку от Ворот Сен-Дени. Фактически улица представляет собой лестницу, соединяющую две параллельные улицы: де Клери и Борегар. Улица Де Дегре состоит из 14 ступеней, её протяжённость составляет 5,75 метров, ширина — 3,3 метра.

## История
Улица Де Дегре — одна из многих параллельных улиц, которые проходят от кольцевой дороги перед рвом городской стены Карла V (сегодняшней улице Де Клери) до шестого бастиона городской стены Людовика XIII. На месте бастиона сейчас небольшой холм, la butte Bonne-Nouvelle, который был образован в результате скопления мусора за городской стеной. На улицу не выходят ни двери, ни окна обоих домов, расположенных на ней, хотя окна здесь существовали, но со временем были замурованы. Улица Де Дегре получила своё название в середине XVII века.

## Транспорт
Ближайшие станции метро:
- Бон-Нувель
- Страсбур — Сен-Дени

## В искусстве
- В фильме «Месье Ибрагим и цветы Корана» 2003 года (режиссёр Франсуа Дюпейрон) проститутки встречаются на улице Де Дегре[3].
- «Улица Де Дегре» — название сборника рассказов французского писателя Дидье Дененкса[фр.], опубликованного в 2010 году[4].